# Kip Colvey
Kip Colvey (Lihue, Hawái, Estados Unidos; 15 de marzo de 1994 en) es un exfutbolista neozelandés nacido en los Estados Unidos que jugaba como defensor.
Su último club fue el Colorado Rapids de la MLS, donde se retiró del fútbol al término de la temporada 2018 con 24 años.
Ha representado internacionalmente a Nueva Zelanda en 15 encuentros.

## Carrera
En 2013 viajó desde Nueva Zelanda a los Estados Unidos, donde se incorporó al Cal Poly Mustangs, equipo deportivo de la Universidad Politécnica Estatal de California. En 2016 fue escogido en la 49.ª posición del SuperDraft de la MLS por el San Jose Earthquakes. Luego de destacarse durante la pretemporada, fue contratado definitivamente por los Quakes. Hizo su debut en el primer partido de la temporada en una victoria por 1-0 sobre el Colorado Rapids, y durante el resto del torneo llegó a disputar cuatro encuentros. Sin embargo, en 2017 no llegó a jugar con el primer equipo, y durante la mayor parte de la temporada fue parte del elenco del Reno 1868, participante de la United Soccer League y afiliado de los Quakes. A fin de año su contrato no fue renovado, por lo que firmó con el Colorado Rapids.

### Clubes
| Club                                    | País           | Año         |
| --------------------------------------- | -------------- | ----------- |
| Cal Poly Mustangs                       | Estados Unidos | 2013 - 2016 |
| Ventura County Fusion                   | Estados Unidos | 2013 - 2014 |
| San Jose Earthquakes                    | Estados Unidos | 2016 - 2017 |
| Sacramento Republic (préstamo)          | Estados Unidos | 2016        |
| Reno 1868 (préstamo)                    | Estados Unidos | 2017        |
| Colorado Rapids                         | Estados Unidos | 2018        |
| Colorado Springs Switchbacks (préstamo) | Estados Unidos | 2018        |

### Selección nacional
Con la selección neozelandesa sub-17 ganó el Campeonato de la OFC 2011 y disputó la Copa Mundial de la categoría, en la que jugó dos partidos, uno ante Uzbekistán en una victoria 4:1, y el otro fue una derrota 6:0 a manos de Japón. Más adelante fue convocado por Anthony Hudson para disputar los Juegos del Pacífico 2015 con los Oly Whites. En dicho torneo, Nueva Zelanda fue descalificada en semifinales por alinear a un jugador inelegible, Deklan Wynne.
Su debut con la selección mayor neozelandesa se produjo el 28 de mayo de 2016 en un encuentro ante Fiyi por la Copa de las Naciones de la OFC. El torneo finalmente sería ganado por Nueva Zelanda, con Colvey disputando cuatro de los cinco partidos. Al año siguiente fue convocado para la Copa FIFA Confederaciones 2017, donde únicamente jugó el encuentro ante Rusia.

#### Partidos y goles internacionales
| Partidos y goles internacionales | Partidos y goles internacionales | Partidos y goles internacionales | Partidos y goles internacionales | Partidos y goles internacionales | Partidos y goles internacionales           | Partidos y goles internacionales |
| #                                | Fecha                            | Estadio                          | Rival                            | Resultado                        | Competición                                | Gol(es)                          |
| -------------------------------- | -------------------------------- | -------------------------------- | -------------------------------- | -------------------------------- | ------------------------------------------ | -------------------------------- |
| 2016                             |                                  |                                  |                                  |                                  |                                            |                                  |
| 1                                | 28 de mayo                       | Sir John Guise, Puerto Moresby   | Fiyi                             | 3 – 1                            | Copa de las Naciones de la OFC 2016        |                                  |
| 2                                | 31 de mayo                       | Sir John Guise, Puerto Moresby   | Vanuatu                          | 5 – 0                            | Copa de las Naciones de la OFC 2016        |                                  |
| 3                                | 8 de junio                       | Sir John Guise, Puerto Moresby   | Nueva Caledonia                  | 1 – 0                            | Copa de las Naciones de la OFC 2016        |                                  |
| 4                                | 11 de junio                      | Sir John Guise, Puerto Moresby   | Papúa Nueva Guinea               | 0 – 0                            | Copa de las Naciones de la OFC 2016        |                                  |
| 5                                | 8 de octubre                     | Nissan Stadium, Nashville        | México                           | 1 – 2                            | Amistoso                                   |                                  |
| 6                                | 11 de octubre                    | RFK Stadium, Washington D. C.    | Estados Unidos                   | 1 – 1                            | Amistoso                                   |                                  |
| 7                                | 15 de noviembre                  | Stade Yoshida, Koné              | Nueva Caledonia                  | 0 – 0                            | Clasificación para la Copa Mundial de 2018 |                                  |
| 2017                             |                                  |                                  |                                  |                                  |                                            |                                  |
| 8                                | 25 de marzo                      | Churchill Park, Lautoka          | Fiyi                             | 2 – 0                            | Clasificación para la Copa Mundial de 2018 |                                  |
| 9                                | 2 de junio                       | Windsor Park, Belfast            | Irlanda del Norte                | 0 – 1                            | Amistoso                                   |                                  |
| 10                               | 12 de junio                      | Estadio Traktar, Minsk           | Bielorrusia                      | 0 – 1                            | Amistoso                                   |                                  |
| 11                               | 17 de junio                      | Zenit Arena, San Petersburgo     | Rusia                            | 0 – 2                            | Copa FIFA Confederaciones 2017             |                                  |
| 12                               | 1 de septiembre                  | Estadio North Harbour, Auckland  | Islas Salomón                    | 6 – 1                            | Clasificación para la Copa Mundial de 2018 |                                  |
| 13                               | 6 de octubre                     | Estadio Toyota, Nagoya           | Japón                            | 1 – 2                            | Amistoso                                   |                                  |
| 14                               | 11 de noviembre                  | Westpac Stadium, Wellington      | Perú                             | 0 – 0                            | Clasificación para la Copa Mundial de 2018 |                                  |
| 15                               | 15 de noviembre                  | Estadio Nacional, Lima           | Perú                             | 0 – 2                            | Clasificación para la Copa Mundial de 2018 |                                  |